# ヒラヤマン
ヒラヤマン（本名（旧姓）:平山 奈穂（ひらやま なお）、1988年9月11日 - ）は、女性フリータレント・YouTuber。身長:158cm。血液型:A型。

## 人物・経歴
福岡県出身。第一経済大学付属高等学校（同級生にタレントの重盛さと美やアイドルでパチンコライターの渚香織がいる）在学中に「穂波有（ほなみ あり）」の芸名でタレント活動を始める。ZAKZAKによるアイドルオーディション企画「ZAK THE QUEEN」や、DOING TVの「アイドル総選挙」（セカンドステージBブロック1位通過）への参加といったグラビアアイドル的な活動もしていた。
高校卒業後、高校の系列の専門学校に進学するが半年で辞め、事務職を経て2008年11月に辰巳出版に入社し『パチンコ必勝本CLIMAX』の編集部員となる。ただ本当は愛読していた『パチンコオリジナル実戦術』（白夜書房）に入りたかったが間違えて辰巳出版に応募、入社後しばらくは気がつかなかったとしている。応募動機は好きなパチンコがタダできると思ったから。

編集部員の頃から動画に出演していたが徐々に編集の仕事の割合が少なくなり、後に編集からライターとなった。「ヒラヤマン」という名前は、大ファンであるプロレスラー・ミノワマンにあやかったもの。
特技はタップダンス、和太鼓、歌うこと。好きな機種は、CR花の慶次全般・CRパトラッシュ全般（ブログには10機種以上挙げている）。ネトラーで2ちゃんねる好き。
2010年12月18日、西陣ファン感謝イベント「疾風怒濤祭」にて、女性ライター3人（銀田まい、ヒラヤマン、はるちゃん）による1日限りのスペシャルユニット「メルティーキッス」を結成。
2011年12月24日、パチンコライター・かおりっきぃ☆と『ハンドルを右に回せ!』（名義は”かおりっきぃ☆ヒラヤマン”）でCDデビュー。2人が共演していた『パチンコ勝ち台実戦チェック!2』のオープニング曲（♯43 - ♯105）として使用された。
同じ『パチンコ必勝本CLIMAX』のライターであるなるみんとあいことの3人による音楽ユニット「×3-GIJISAN-」を結成、2016年12月4日にお披露目ライブを開催。デビュー曲『君色Bicycle』はパチンコ機（機種は未定）に収録されることになった。
2017年8月26日の東北楽天ゴールデンイーグルスVS北海道日本ハムファイターズ戦で、始球式ゲストとして投球を行なった。
2017年11月15日の公式ブログで12月の業務を持って無期限休業することを発表。12月10日のブログでは妊娠5か月に入ったことと11月に入籍していたことを報告。
2018年9月に仕事復帰。また、同年にYouTubeチャンネル『ひらやまんCH』を開設。
2019年9月28日、『ひらやまんCH』で10月末で『パチンコ必勝本CLIMAX』の専属ライターを辞め、11月からフリーで活動していくことを報告。
2021年12月31日　自身のYouTubeにて離婚した事を報告した。

## 主な出演番組

### テレビ
- 占い師 天尽 第7話（2007年2月、CBC） - 女子高生役
- パチンコ王座モンド21杯（2009年,2010年、MONDO21）
- 真王伝説 （2009年10月 - 12月、テレビ埼玉）
- パチンコ勝ち台実戦チェック!2（2010年4月 - 2014年3月、MONDO21）
- ガールズパチンコリーグシリーズ（MONDO TV）
  - ガールズパチンコリーグ（2014年3月 - 2014年12月）
  - ガールズパチンコリーグ・ゴールド（2015年1月 - 2015年11月）
  - ガールズパチンコリーグ・ホワイト（2015年12月 - 2016年9月）
  - ガールズパチンコリーグ・ブラック（2016年10月 - 2017年9月）
  - ガールズパチンコリーグ・クリスタル（2017年10月 - 2018年1月） - 休業により途中降板
  - ガールズパチンコリーグ・サファイア（2019年10月 - 2020年12月）
  - ガールズパチンコリーグ・ルビー（2021年1月 - 2020年11月）
  - ガールズパチンコリーグ・スーパー（2021年12月 - ）
- パチンコ必勝本777（2010年5月 - 2013年、パチ・スロ サイトセブンTV）
- 銀玉の魂（テレビ北海道） - ゲストとして数回出演
- パチトラ3（2011年10月 - 2012年3月、パチンコ★パチスロTV!）
- ブラマヨ吉田のガケっぱち!!（2012年6月 - 2018年1月、パチ・スロ サイトセブンTV）
- ヒラヤマンのおもてなし（2014年10月 - 2015年3月、パチンコ★パチスロTV!）
- ビワコ・ヒラヤマン・しおねえ・さやかの満天アゲ×2カルテット（2015年10月 - 2019年3月、パチンコ★パチスロTV!） - 休業により一時降板
- 木村魚拓の窓際の向こうに #262（2019年3月、パチンコ★パチスロTV!）
- 満天アゲ×2クインテット（2019年4月 - 2021年3月、パチンコ★パチスロTV!）
- 満天アゲ×2カルテット ACT2（2021年4月 - 、パチンコ★パチスロTV!）
- パチスロキャノンボール season17（2021年10月 - 12月、Vパラダイス）

### ラジオ
- ヒラヤマンの生配信の生配信（2021年2月22日 - 2022年1月24日、鳥越アズーリFM）月1番組

### ウェブ
- みんなのパチンコフェス2023（2023年11月2日、3日、4日、日本遊技機工業組合／KIBUN PACHI-PACHI委員会）[9]

## CD
- ハンドルを右に回せ!（2011年12月24日発売） - 「かおりっきぃ☆ヒラヤマン」名義

## パチンコ台
- CRくるくるぱちんこ新EX麻雀 2（2013年7月導入、ニューギン） - 「香蓮」役